# Fiskercompagniet
 Der er for få eller ingen kildehenvisninger i denne artikel, hvilket er et problem. Du kan hjælpe ved at angive troværdige kilder til de påstande, som fremføres i artiklen.

Fiskercompagniet stiftedes 20. august 1887 ved et møde hos fisker Jens A. Fink i Sønder Vorupør. Mødet kom i stand på foranledning af Jens Munk-Poulsen. I alt 10 fiskere mødte op og dannede Fiskercompagniet, iblandt dem Jens A. Fink, Jens Munk-Poulsen og Jens Munk-Madsen. 
Compagniet var Danmarks første andelsfiskeeksportforening og lød navnet 'Fiskercompagniet Søndre Vorupør pr. Sjørring St.'. 
Compagniet var fra starten en indremissionsk sammenslutning – et barn af den åndelige vækkelse som nogle år tidligere især havde slået an i det fattige Vestjylland. Fiskercompagniet var i lige så høj grad en menighed som en sammenslutning af fiskere, startede som en andels eksportforening og fik stor betydning for de fremskridt der skete i Vorupør i tiden fremover. Fiskercompagniet var drivkraften bag udviklingen af de forbedrede bådtyper til fiskeriet, og redningsvæsnet, samt til behandling og videreforsendelse af fangsterne.
Ideen med Fiskercompagniet var at fiskerne kunne tjene på såvel fangsten som afsætningen af denne, og dermed selv agere mellemmand. Fiskercompagniet var også et religiøst foretagende, hvor medlemmerne kunne "gavne hverandre såvel åndeligt som timeligt", som det senere blev beskrevet af Munk-Poulsen. Kort efter mødet meldte 6 fiskere sig ind compagniet, og i efteråret 1888 indtrådte yderligere 12 fiskere. Kystbådene blev overtaget som Compagniets fællesejendom og alt arbejde indenfor Compagniet lønnedes lige, uanset om kystbådene brugte havet og hvor store deres fangster var. I vinteren 1890-1891 fik Compagniet nedskrevne vedtægter. Formålet var at drive "timeligt erhverv i fællesskab". Dermed forpligtede man sig også til at hjælpe og støtte hinanden åndeligt. For at blive medlem skulle man derfor "kendelig være ven af Guds børns samfund".
Der opstod imidlertid utilfredshed blandt fiskerne, og i februar 1892 blev det besluttet at hver enkelt fisker fik 2/3 af sin båds fangst. Nogle måneder senere blev Fiskercompagniets 7 kystbåde tilbagekøbt af fiskerne.
Jens Munk-Poulsens søn Poul Munk Poulsen har givet følgende forklaring på det ubetingede fællesskabs ophør:
| Citat                   | Jeg spurgte engang far, hvad årsagen var, og han sagde, at mærkeligt nok var det dem, der fiskede mindst, som foranledigede ændringen. De følte, at de modtog en slags almisse, når de skulle have lige så meget som dem, der fiskede mest. Med mit kendskab til disse samvittighedsfulde mennesker, er jeg ikke i tvivl om, at det var rigtigt." | Citat |
| Poul Munk Poulsen ,1892 | |       |

Omkring århundredskiftet skrev grønlandsforskeren og forfatteren Ludvig Mylius-Erichsen følgende om Vorupør:
| Citat                  | Man kunne se det på husene, at kårene var forbedret for de hellige, de rev de gamle maleriske hytter ned og byggede højloftet og sundt - men kedeligt. Og man kunne se på deres ansigter, når man traf at komme til stranden en dag, hvor mange fiskere beskæftigede på den fælles landingsplads i Nørre Vorupør inden for det skærmende stenrev - ansigterne bar velplejethedens præg, der var ikke længere drukkenskabstegn at spore som hos adskillige af de vantro, der klumpede sig sammen nordligst på landingspladsen som noget for sig, endda der ikke var synderligt andet, der holdt sammen på dem end den fælles, men afmægtige trods mod missionen, hvis fiskere her, på skolelærerens indflydelsesrige initiativ, alle fiskede i kompagni og til fælles udbytte og var organiserede i en eksportforening, hvorved de undgik mellemhandlere. Her praktiseredes altså en art kommunisme, der virkelig var beundringsværdig og vistnok enestående i landet. | Citat |
| Ludvig Mylius-Erichsen | |       |

Præsidenten for Dansk Fiskeriforening udtalte i sommeren 1902 følgende om Compagniet: 
| Citat | Vorupør Fiskercompagni er en enestående sammenslutning af fiskere, der driver et slags andelsselskab eller broderskab, som allerede i flere år har arbejdet med eksempelløs trofasthed og sammenhold. Medlemmerne er ikke i nogen afholdsforening, men har dog givet afkald på al spiritusnydelse. Alt hvad der opfiskes, betragtes som fælleseje for alle medlemmerne, hvoraf de fleste er familiefædre med en som oftest ret stor børneflok. | Citat |
|       | |       |

Ved generalforsamlingen den 16. august 1919 ændredes Fiskercompagniets vedtægter således at der nu skabtes en moderne andelseksportforening med åbne regnskaber, og dermed en afstandtagen fra den patriarkalske model med fælles hæftelse og overvågning, som foreningen blev skabt på. Inden generalforsamlingen havde fiskerne holdt et møde på Vorupør Badehotel foranlediget af Vorupør Fiskeriforening – et møde Jens Munk-Poulsen ikke deltog i.
I 1927 fjernes endnu en del af de åndelige vedtægter. Samtidig gøres fælles indkøb til en endnu mere naturlig del af compagniet.
Trods opgøret med de religiøse vedtægter forsvandt Indre Missions påvirkning på Fiskercompagniet ikke. Helt op i 1950'erne var det kuttere hvor besætningen bad bøn som det sidste inden man tog på havet.
Fiskercompagniet eksporterede en del til England, og i 1928 havde man på havnen i Esbjerg udstationeret Anders Munk-Madsen til dette formål.
I 1958 byggede Fiskercompagniet hummerbassiner, som 20 år senere nedrives og tilmures.
Fiskercompagniets oprindelige lokaler findes stadig ved havet i Nørre Vorupør, hvorfra der drives engroshandel med fisk og fiskeprodukter.

## Søndagsfiskeri og Indre Mission
I Fiskercompagniets ældre vedtægter var forbuddet mod at fiske eller handle med fisk så selvfølgeligt at det end ikke nævntes. Senere føjedes forbuddet til vedtægterne ligesom det også skete i Jens Munk-Madsens Vorupør Fiskeeksport.
I 1984 ændredes Fiskercompagniets vedtægter så fiskeri og handel med fisk blev tilladt om søndagen. Det skete efter at Vorupør Fiskeriforening netop havde tilladt søndagsfiskeri. For Fiskercompagniets vedkommende skete det dog med det forbehold at de ekstra omkostninger til pakning af fangsten skulle betales af de enkelte fiskere selv når det var søndag eller helligdag, altså et brud med compagniets grundlæggende regler om fællesøkonomi.
Så sent som i 1980 indledtes generalforsamlinger i Fiskercompagniet med andagt.
Salmesang, andagt og bøn blev afskaffet i Fiskercompagniet i 1980'erne.

## Andre compagnier
I Harboøre fandtes et lignende compagni med fire både, senere kun tre, som drev snurrevodfiskeri i Nordsøen og Kattegat fra Lemvig. Ældste oplysning om Harboøre-Compagniet stammer fra 24. april 1891. Alt peger på at Harboøre-Compagniet er blevet til med Fiskercompagniet i Vorupør som forbillede. (Kilde: Alan Hjorth Rasmussen – Vi er alle mennesker – side 71-72)
Harboøre-Compagniet ophørte med at eksistere i 1916.
Imellem 1915 og 1940 eksisterede også et fiskercompagni i Humlum med tilknytning til Indre Mission.
I Esbjerg gav sammenholdet indenfor missionen sig udslag i bl.a. et sømandshjem, en indkøbsforening og en skibsforsikringsforening.